# Scott Dreier

## Información
Scott Dreier es un actor de doblaje, famoso por doblar la voz de Knuckles en Sonic Adventure 2, Sonic Heroes, Sonic Battle y Sonic Advance 3, todos estos juegos de la saga de Sonic, de la empresa de videojuegos SEGA. También ha trabajado en series como Malcolm in the middle, de la cadena Fox, entre otros.
Scott, por otro lado se desempeña como cantante, llegando a lanzar su primer disco.